# Yulan Adonay Archaga Carias
Archaga  Carias est un nom espagnol. Le premier nom de famille, en général paternel, est Archaga ; le second, en général maternel, souvent omis, est Carias.
Yulan Adonay Archaga Carias, né le 13 février 1982 à San Pedro Sula (Honduras), est un trafiquant de drogue et fugitif hondurien. Il est le chef présumé du gang MS-13 au Honduras. Il est ajouté à la liste des dix fugitifs les plus recherchés du FBI et de la DEA le 3 novembre 2021.

## Biographie

### Condamnation au Honduras et évasion
Yulan Adonay Archaga Carias est arrêté en 2015, il est emprisonné au Honduras après avoir été reconnu coupable de blanchiment d'argent et d'association illicite.
Le 13 février 2020, Archaga Carías quitte la prison pour assister à une audience du tribunal dans la ville d'El Progreso, à environ 28 kilomètres de San Pedro Sula. Il est transporté en camionnette et non en hélicoptère, comme c'est l'habitude. Presque aucun agent de sécurité ne l'accompagne et la police militaire n'est pas prévenue au préalable, comme le veut le protocole lorsqu'un détenu important est en déplacement. À son arrivée au palais de justice de la ville d'El Progreso, dans le nord du Honduras, un groupe de membres de MS-13 fait irruption et l'aide à s'échapper, sous le feu de la police.
Des images de sécurité montrent deux groupes d’hommes vêtus d’uniformes de la police militaire arrivant sur les lieux. Le premier groupe escorte un homme menotté, un faux prisonnier utilisé comme leurre. La seconde escorte un homme vêtu d'une tunique noire généralement utilisée pour protéger l'identité d'un témoin ou d'une victime. Cette fois-ci, il sert à cacher des armes et des munitions.

## Recherche
Le 3 novembre 2021, Yulan Adonay Archaga Carias devient la 526e personne présente sur la liste des dix fugitifs les plus recherchés du FBI et de la DEA,.
Le 8 février 2023, le Bureau international des stupéfiants et de l'application de la loi annonce offrir une récompense de 5 millions de dollars pour toute information conduisant à l'arrestation et à la condamnation de Yulan Adonay Archaga Carias. Le Bureau fait cette annonce dans une vidéo enregistrée en anglais et en espagnol, diffusée sur son compte YouTube.